# 公納堂町
公納堂町（くのうどうちょう、Kunodō-chō）は、奈良県奈良市の中央部、市街地に位置する地区である。郵便番号は630-8382。

## 地理
奈良市に位置する。

### 地名の由来
地名の由来は元興寺禅定院の公納所が北側東端にあったのにちなむという。

## 歴史
江戸期は奈良町の南部に位置し、芝突抜町の東、福智院町の西、鵲町の南の辻の東にあたり、東西通りに面する街区。

## 小・中学校の学区
奈良市立飛鳥小学校・奈良市立飛鳥中学校の学区に属する。